# Mida Kegn
Mida Kegn ou Midakegn (en oromo : Midaa Qanyi) est un woreda du centre-ouest de l'Éthiopie situé dans la zone Ouest Shewa de la région Oromia. Il a 79 580 habitants en 2007 et son centre administratif est Balemi.
Balemi se trouve une cinquantaine de kilomètres à vol d'oiseau au nord-ouest d'Ambo.
Détaché du woreda Cheliya, avant le recensement de 2007, le woreda est bordé à l'est par Ambo Zuria, au sud par Toke Kutaye, au sud-ouest et à l'ouest par Cheliya et au nord par la zone Horo Guduru Welega.
Le recensement national de 2007 fait état pour ce woreda d'une population de 79 580 habitants dont 3 % de citadins qui sont les 2 078 habitants de Balemi. Près de 47 % des habitants sont protestants, 37 % sont orthodoxes et 15 % sont de religions traditionnelles africaines.
En 2022, sa population est estimée à 112 669 personnes avec une densité de population de 124 personnes par km2 et 911 km2 de superficie.